# Lothar Fietz
Lothar Fietz (* 11. März 1933 in Pilnikau, Tschechoslowakei; † 15. Dezember 2019 in Tübingen) war ein deutscher Anglist und Hochschullehrer.

## Leben
Nach seiner Reifeprüfung 1953 in Göppingen begann Lothar Fietz im Sommersemester 1953 das Studium der Fächer Anglistik und Romanistik an der Eberhard-Karls-Universität Tübingen, unterbrochen durch Studienaufenthalte an der Universität Heidelberg, Durham und Tours (Institut d’Etudes Françaises). Im Jahre 1958 legte er das Erste Staatsexamen für das Höhere Lehramt ab. Ab 1959 war er als wissenschaftliche Hilfskraft am Englischen Seminar der Universität Tübingen beschäftigt, wo er 1960 bei dem Anglisten Gerhard Müller-Schwefe promovierte. Es folgte eine Tätigkeit als Lektor für Deutsche Sprache am University College of North Wales in Bangor. 1968 habilitierte er sich an der Universität Tübingen, ein Jahr später erhielt er eine Professur für Anglistik an der Universität Stuttgart, seit 1981 war er als ordentlicher Professor an der Universität Tübingen tätig.
In seinen Veröffentlichungen beschäftigte sich Fietz mit der ganzen Breite der englischen Literaturwissenschaft, außerdem dem Strukturalismus und Aldous Huxley.

## Veröffentlichungen (Auswahl)
- Wandlungen der Form im Romanwerk Ernest Hemingways. Untersuchungen zum Wesen des Fiktiven. Dissertation Universität Tübingen 1960.
- (Übers.): Von Oxford bis Harvard. Methoden und Ergebnisse angelsächsischer Literaturkritik. Neske, Pfullingen 1964.
- Menschenbild und Romanstruktur in Aldous Huxleys Ideenromanen (= Studien zur englischen Philologie, N.F. Bd. 13). Niemeyer, Tübingen 1969, ISBN 978-3-484-45012-7 (Habilitationsschrift Universität Tübingen).
- Fragestellungen und Tendenzen der anglistischen Barockforschung. In: Deutsche Vierteljahresschrift für Literaturwissenschaft und Geistesgeschichte, Jg. 1969, S. 752–763.
- Harold Pinter Menschenbild und Dramenstruktur. Deutsches Institut für Fernstudien an der Universität Tübingen 1975.
- Funktionaler Strukturalismus. Grundlegung eines Modells zur Beschreibung von Text und Textfunktion (= Konzepte der Sprach- und Literaturwissenschaft. Bd. 22). Niemeyer, Tübingen 1976, ISBN 3-484-22022-8.
- Strukturalismus. Eine Einführung (= Literaturwissenschaft im Grundstudium. Bd. 15). Narr, Tübingen 1982, ISBN 3-87808-546-X (3. Aufl. 1998).
- The Derridean legacy. Recent trends in literary theory. In: Ulrich Horstmann (Hrsg.): Kunstgriffe. Auskünfte zur Reichweite von Literaturtheorie und Literaturkritik ; Festschrift für Herbert Mainusch. Lang, Frankfurt am Main 1989, ISBN 3-631-40723-8, S. 71–81.
- "Thou, nature, art my goddess". Der Aufklärer als Bösewicht im Drama der Shakespeare-Zeit. In: Jochen Schmidt (Hrsg.): Aufklärung und Gegenaufklärung in der europäischen Literatur, Philosophie und Politik von der Antike bis zur Gegenwart. Wissenschaftliche Buchgesellschaft, Darmstadt 1989, ISBN 3-534-10251-7, S. 184–205.
- Geschichte und Entropie. Die Endzeit-Vision in Lawrence Durrells Avignon-Quintett. In: Literaturwissenschaftliches Jahrbuch, Jg. 1991, S. 329–358.
- Zur Genese des englischen Melodramas aus der Tradition der bürgerlichen Tragödie und des Rührstücks. In: Deutsche Vierteljahresschrift für Literaturwissenschaft und Geistesgeschichte, Jg. 1991, S. 99–116.
- (Hrsg. und Mitautor): Regionalität, Nationalität und Internationalität in der zeitgenössischen Lyrik. Attempto-Verlag, Tübingen 1992, ISBN 3-89308-151-8.
- The chameleon and the player. Reflections on the relation between English and continental Renaissance thought. In: Anglia. Journal of English Philology, Jg. 1992, S. 85–99.
- Literatur and war. A chapter in the decline of the heroic ideal in 18th-century England. In: Literaturwissenschaftliches Jahrbuch, Jg. 1993, S. 101–114.
- Fragmentarisches Existieren. Wandlungen des Mythos von der verlorenen Ganzheit in der Geschichte philosophischer, theologischer und literarischer Menschenbilder. Niemeyer, Tübingen 1994, ISBN 3-484-40127-3.
- The fragmentariness of the self. Continuity and discontinuity in the works of Aldous Huxley. In: Bernfried Nugel (Hrsg.): Now more than ever. Proceedings of the Aldous Huxley Centenary Symposium, Münster 1994. Lang, Frankfurt am Main 1995, ISBN 3-631-47917-4, S. 347–358.
- (Hrsg. und Mitautor): Semiotik, Rhetorik und Soziologie des Lachens. Vergleichende Studien zum Funktionswandel des Lachens vom Mittelalter zur Gegenwart. Niemeyer, Tübingen 1996, ISBN 3-484-40139-7.
- On the origins of the English melodrama in the traditions of Bourgeois tragedy and sentimental drama. In: Michael Hays (Hrsg.): Melodrama. The cultural emergence of a genre. Macmillan, Basingstocke 1996, ISBN 0-312-12692-1, S. 83–101.
- Baldessare Castigliones Il Cortegiano (1528) und das Menschenbild der Renaissance. In: Joachim-Felix Leonhard u. a. (Hrsg.): Medienwissenschaft. Ein Handbuch zur Entwicklung der Medien und Kommunikationsformen. Bd. 1. De Gruyter, Berlin 1999, ISBN 3-11-013961-8, S. 695–710.
- The emergence of English comedy in the force fields of Sixteenth-century orthodoxy and modernity. In: Walter Göbel (Hrsg.): Modernisierung und Literatur. Festschrift für Hans Ulrich Seeber zum 60. Geburtstag. Narr, Tübingen 2000, ISBN 3-8233-5204-0, S. 3–12.
- Die Geburt der englischen Komödie im Spannungsfeld von Sakralität und Profanität. In: Anja Grebe (Hrsg.): Komik und Sakralität. Aspekte einer ästhetischen Paradoxie in Mittelalter und früher Neuzeit (= Tradition, Reform, Innovation. Bd. 9). Lang, Frankfurt am Main 2005, ISBN 3-631-54549-5, S. 154–163.
- Aldous Huxley. Prätexte und Kontexte (= Human potentialities. Bd. 6). Lit-Verlag, Münster 2005, ISBN 3-8258-8497-X.
- A chapter in the histories of ideas and drama. Shakespeare's dramatizations of the clash of antithetical world-views in the Sixteenth Century. In: Matthias Bauer (Hrsg.): Drama and cultural change. Tourning around Shakespeare. Wissenschaftlicher Verlag, Trier 2009, ISBN 978-3-86821-194-8, S. 23–48.